# 格雷洛克山
格雷洛克山（英語：Mount Greylock）位於美國麻薩諸塞州西北部，是該州的最高點，海拔3,489英尺（1,063米）。這座山峰在美國早期文學中發揮了重要作用，是塔科尼克山脈的一部分，該山脈在地質上與附近的伯克希爾山脈和綠山不同。一條季節性汽車道路穿過山頂區域，經過三座1930年代的建築物附近，它們共同構成了一個小型的“國家歷史區”。包括阿巴拉契亞小徑在內的多條遠足路徑穿過該地區，該地區是較大的格雷洛克山州立保護區的一部分。